# René Donoyan
René Donoyan est un footballeur français, né le 8 avril 1940 à La Ciotat (Bouches-du-Rhône) et mort le 30 octobre 2021 à Toulon, qui évoluait au poste de gardien de but.

## Biographie
Il joue notamment à l'AS Saint-Étienne, au FC Sochaux, au FC Lorient, et au FC Nantes. 
Au total il dispute 61 matchs en Division 1, 222 matchs en Division 2 et 1 match en Coupe de l'UEFA.

## Carrière
- Avant 1957:  ESCN La Ciotat
- 1957-1964 :  AS Saint-Étienne
- 1964-1965 : →  AS Cherbourg
- 1965-1966 : →  FC Sochaux
- 1966-1967 : →  AS Béziers
- 1968-1970 :  FC Lorient
- 1970-1971 :  AS aixoise
- 1971-1972 :  FC Bourges
- 1972-1976 :  FC Nantes[3]

## Palmarès
- Champion de France de Division 1 en 1964 avec l'AS Saint-Étienne et en 1973 avec le FC Nantes
- Champion de France de Division 2 en 1963 avec l'AS Saint-Étienne